# Igreja Católica Liberal
A Igreja Católica Liberal (ICL) é uma denominação cristã fundada em 1916 na Grã-Bretanha, sendo uma comunidade de clérigos e fiéis integrantes da Igreja Vetero-Católica.  Sua sucessão apostólica deriva-se da Igreja Velho-Católica da Holanda. Pratica a combinação da antiga forma de adoração sacramental  com a mais ampla medida de liberdade intelectual e de respeito pela consciência individual, dai o adjetivo "liberal" em seu nome.
Afirma a autoridade de Cristo e administra os sete sacramentos instituídos por Ele e considerados como meios eficazes de suas graças.
A Igreja Católica Liberal defende a liberdade de pensamento e da busca religiosa e mantém um equilíbrio entre os aspectos cerimoniais, devocionais, científicos e místicos.
Sua liturgia emprega o vernáculo de cada região e, embora sua liturgia seja inspirada na liturgia da Igreja Católica Romana, removeu dela tudo o que não se adequa à mentalidade teosófica, ocultista e esotérica da Igreja Católica Liberal. Seu lema é Adveniat Regnum Tuum (Venha a nós o Teu Reino), e seu patrono é Santo Albano.
Foi fundada em Londres em 1916, como uma reorganização da Igreja Vétero-Católica da Holanda (Sé arquiepiscopal de Utrecht), conhecida por Velha Igreja Católica, a qual separou-se de Roma no século XIX por discordar da promulgação do dogma da Infalibilidade Papal. Os "Velhos Católicos" ficaram assim conhecidos por prosseguir realizando sua liturgia de acordo com os antigos doutrina  Católica anterior ao Concílio de Trento. Os principais fundadores da nova Igreja foram os bispos James Ingal Wedgwood, seu primeiro Bispo-Presidente, e Charles Webster Leadbeater, ambos ingleses e proeminentes membros da Sociedade Teosófica;Leadbeater fora anteriormente sacerdote da Igreja Anglicana.
A Igreja Católica Liberal predica a perfectibilidade humana, baseando-se  em alguns textos de  Orígenes no século II, graças a um processo natural de evolução espiritual incorporando novos conceitos filosóficos  contemporâneos  entre os quais está o da evolução. Para a  Igreja Católica Liberal o conceito de evolução está ligado ao desenvolvimento espiritual do ser humano, ensinando que o espírito do Homem é imortal e está destinado, finalmente, a manifestar sua divindade inerente. Seu futuro é, portanto, o de algo cujo crescimento está além da nossa presente capacidade de compreensão.
A Igreja Católica Liberal difunde ensinamentos gnósticos acerca da natureza e estrutura do ser humano, o propósito de sua existência e o seu relacionamento com Deus, a missão e o ministério de Cristo, bem como uma explanação lógica e racional sobre o lugar e função do sacramento na vida humana. A Igreja proclama o antigo caminho da Purificação, Iluminação e União com Cristo em Deus. A Igreja acredita que, ao trilhar este caminho, o ser humano discerne por si mesmo as coisas do Espírito, e sua base religiosa não dependerá mais exclusivamente da fé, mas crescerá sobre o conhecimento e a experiência pessoal.
A Igreja crê que a união com Deus pode ser atingida nas Religiões não cristãs, porém afirma que os sacramentos são dádivas inestimáveis do próprio Cristo através das quais a evolução espiritual da humanidade é acelerada. A Igreja Católica Liberal baseia-se no prinicípio da liberdade de pensamento, não impondo dogmas de fé. O que une os católicos liberais não é a crença comum em um conjunto de postulados teológicos, mas sim a participação livre e amorosa nos sacramentos estabelecidos pelo próprio Cristo para a redenção da humanidade.

## Histórico
A Igreja Vetero Católica reivindica ser a legítima sucessora da Igreja Católica da Holanda, e portanto temos que retroceder na história até a Roma Antiga. Pelo ano de 588 o Abade de Santo Andrés se surpreendeu ao ver que anglo-saxões eram vendidos como escravos no mercado romano. Algum tempo depois, quando este abade se tornou o Papa Gregório I, o Grande, enviou à Bretanha uma missão de 40 monges liderados por Agostinho, Prior de Santo Andrés, a fim de converter os anglo-saxões. Agostinho converteu o Rei de Kent e mais tarde foi designado 1º Arcebispo de Cantuária pelo Papa. Com a colaboração de missionários irlandeses, a Bretanha anglo-saxônica foi convertida em sua maior parte ao Cristianismo durante o século VII.
Já estabelecidos na Inglaterra, os Católicos começaram a enviar missionários ao continente. Um dos primeiros foi o monge São Vilibrordo, do mosteiro de Ripon. Em 690 Vilibrordo, com onze companheiros, iniciou sua missão entre os Frísios ao norte do Reno, apoiado por Pepino, regente dos Francos. Depois de alguns anos, Vilibrordo foi consagrado Bispo em Roma, e nomeado Bispo dos Frísios com sede em Utrecht. Em 1560 Utrecht foi elevada à categoria de Arcebispado.

### Período da Reforma
Durante o século XV, período da Reforma, o Calvinismo estendeu-se aos Países Baixos e influenciou Utrecht. Gradualmente, emergiram dois partidos entre os Católicos Holandeses: um que apoiava a tradição de uma Igreja Nacional, com os Vigários Apostólicos como sucessores do Arcebispo de Utrecht, e outro, dirigido pelos Jesuítas, que se submetiam à autoridade de Roma. Os primeiros sustentavam que o Papa deveria ser um monarca constitucional, com a obrigação de respeitar os direitos e privilégios das Igrejas locais e especialmente os Capítulos Clericais. O partido dos Jesuítas argumentava que o Papa era um monarca absoluto, podendo passar por cima de costumes e privilégios locais.
Em meio a este conflito surgiu ajuda na pessoa do Bispo Missionário francês Dominique Marie Varlet, que ia em viagem pela Holanda até a Pérsia. Varlet, compadecido dos Católicos Holandeses que estavam há muitos anos sem Bispo, administrou a confirmação a cerca de 600 candidatos. Com isso provocou o desagrado do Papa, sendo suspenso de suas funções durante o prosseguimento de sua viagem, voltando então à Holanda. Os Capítulos decidiram então que se devia consagrar um novo Bispo holandês, e elegeram Cornelius Steenhoven, que foi consagrado pelo Bispo Varlet em 1724. Tanto Steenhoven como dois de seus sucessores morreram antes de poder transmitir a Sucessão. De novo veio em seu auxílio o Bispo Varlet, que em 1739 consagrou Peter Johan Meindaarts como arcebispo de Utrecht, e doravante a sucessão transcorreu sem incidentes.

### Rompimento com Roma
Novamente atraindo a desaprovação Papal, a consagração de Steenhoven em 1724 pelo Bispo Varlet foi seguida de excomunhão, definindo o rompimento final entre Roma e Utrecht. Houve algumas tentativas de reaproximação, sendo que em 1763 uma reunião do Sínodo de Utrecht chegou a declarar o Papa como chefe da Igreja na Terra, com autoridade espiritual e eclesiástica. De novo em 1774 se fizeram esforços para desfazer o cisma, porém sem resultado.

### O Movimento Vetero Católico
O Concílio Vaticano I (1869-1870) e a sua declaração da infalibilidade do Papa despertou muita controvérsia na Igreja Católica Romana. Sob a liderança de Johann Joseph Ignaz von Döllinger, Católicos da Áustria, Alemanha e Suíça repudiaram o novo dogma do Concílio e foram imediatamente excomungados. Organizaram-se em uma congregação de "Velhos Católicos" para se distinguir do "novo dogmatismo" Católico do Concílio Vaticano, e foram ajudados por Bispos da Igreja de Utrecht, que consagraram Bispos para a Alemanha e Suíça.

### ADeclaração de Utrecht
Em 1889 cinco Bispos Vetero Católicos subscreveram a Declaração de Utrecht, à qual aderiram desde então as Igrejas Vetero Católicas de vários países.
Os seguintes pontos desta declaração são os mais importantes:
- Adesão à Declaração de São Vicente de Lérins.
- Adesão às decisões unanimemente aceitas pelos Concílios Ecumênicos celebrados na Igreja Não dividida durante o primeiro milênio da era Cristã.
- Recusa dos decretos do Concílio Vaticano de 1870 relativos à infalibilidade e ao Episcopado Universal do Bispo de Roma.
- Recusa ao dogma da Imaculada Conceição promulgado em 1854.

### Século XX
No início do século XX alguns Bispos Vetero Católicos receberam correspondência de alguns ex-Católicos Romanos da Inglaterra, que se mostravam interessados na união com a Igreja Velho Católica. Isto conduziu à Consagração Episcopal de um Sacerdote ex-Católico Romano, Arnold Harris Mathew pelo Arcebispo Gerardus Gul, assistido por vários Bispos Velho Católicos, em Utrecht, em 28 de abril de 1908. O Bispo Mathew trabalhou na missão Velho Católica da Inglaterra, que viria a constituir a Igreja Católica Liberal. Em 1916 James Ingall Wedgwood foi consagrado como o primeiro Bispo-Presidente da ICL, e comissionário para regiões da Europa. Em 1925 a Igreja Velho Católica reconheceu a validade das ordenações Anglicanas e desde 1931 tem estado em perfeita comunhão com esta Igreja. A Igreja Católica Romana considera as ordens da Igreja Católica Liberal completamente inválidas (nulas).

## Princípios
A ICL procura preservar os princípios doutrinários espirituais e místicos tradicionais, tanto ocidentais e orientais, não permanecendo, porém, indiferente aos conhecimentos e às inovações positivas trazidos à luz por diversas áreas do saber humano, como a Arte, a Psicologia e as ciências em geral, e mesmo a investigação extra-sensorial, no intuito de proporcionar uma educação moral e espiritual mais completa e viva para seus seguidores. Ela mantém que uma teologia neo-gnóstica sob constante reexame à luz do progresso do conhecimento humano e do despertar espiritual do indivíduo. Neste sentido, tal teologia participa da natureza da Teosofia.

### Sumário da doutrina
- A ICL acredita na existência de Deus, infinito, eterno, transcendente e imanente. Ele é a única existência, da qual todas as outras existências particulares derivam, conforme rezam os Atos dos Apóstolos, XVII:28: "N'Ele vivemos e nos movemos e temos o nosso ser".
- Deus se manifesta no universo sob uma forma trina, composta de três aspectos distintos mas co-iguais e co-eternos, e formando um único Deus: Pai, Filho e Espírito Santo.
- O homem foi feito à imagem de Deus e é divino em essência, sendo uma centelha viva do fogo divino. Compartilhando da natureza divina, é eterno e imortal, e embora hoje se debata com os problemas do mundo, seu futuro é de uma glória ilimitada.
- Cristo está presente no mundo como uma presença espiritual constante, poderosa, mantenedora e orientadora de seu povo. A divindade que brilha em Cristo gradualmente se manifestará em todo o ser humano, até que se cumpra para o homem o que foi profetizado em Efésios IV:13, quando ele será "perfeito na medida da plena estatura de Cristo".
- O mundo é o teatro de um plano organizado, de acordo com o qual o espírito do homem, expressando-se repetidamente na carne em várias condições de vida e conhecendo uma multiplicidade de experiências, continuamente desdobra seus poderes, numa evolução que segue invariavelmente a lei de causa e efeito, conforme se diz em Gálatas VI:7: "Conforme o homem plantar, assim colherá". Seus atos em cada encarnação determinam largamente sua experiência após a morte, tanto no mundo de purificação preliminar (o Purgatório), como na etapa subsequente do mundo celeste ou Paraíso, e influenciam grandemente as condições da sua próxima encarnação. O homem é um elo numa vasta cadeia de seres que se estende dos mais ínfimos até os mais excelsos, e na medida em que auxiliar os que estão abaixo de si na escala evolutiva, será auxiliado por aqueles que estão acima dele. A ICL afirma a verdade da comunhão dos santos, homens que já se tornaram perfeitos ou santos, que auxiliam a humanidade, e crê no ministério dos anjos.
- O homem tem um dever ético para consigo mesmo e para com os demais seres, conforme está escrito em Mateus XXII:27-40: "Amarás a teu Deus com todo o teu coração e com toda a tua alma e com toda a tua mente e com toda a tua força. Este é o primeiro e o maior dos mandamentos, e o segundo lhe é semelhante: Amarás o teu próximo assim como a ti mesmo. Nestes dois mandamentos está contida toda a Lei e todos os profetas". É o dever do homem aprender a discernir a luz divina em si mesmo e nos outros, pois todos são filhos de Deus e inseparavelmente unidos entre si. Aquilo que fere um irmão fere toda a fraternidade, e por isso o homem deve preservar este ensinamento em respeito a Deus, a si mesmo e aos outros, sendo todos parte da mesma unidade, reconhecendo a realidade desta fraternidade e tentando viver de acordo com o que de melhor existe em si, para que Deus possa se manifestar no mundo com maior perfeição, e reconhecendo o fato de que o crescimento espiritual só acontece através do serviço altruísta para a humanidade, sacrificando o inferior ao superior.
- A ICL reconhece sete sacramentos: Batismo, Confirmação, Eucaristia, Absolvição, Santa Unção, Matrimônio e Ordens Sacras[2].

Diferentemente de outras correntes, a ICL concede o sacramento da Eucaristia a qualquer pessoa que o deseje. Neste sacramento Jesus Cristo está presente de uma maneira espiritual sob a forma do pão e do vinho, sendo a expressão máxima do amor de Cristo para com sua igreja. A Eucaristia é essencialmente um ato coletivo; todos os que tomam parte, e em realidade toda a humanidade e toda a criação, são assim abençoadas.
Outra característica distintiva da ICL é a opcionalidade da "Confissão Auricular", não constituindo exigência preliminar para receber a Eucaristia. Sua prática freqüente e sistemática não é encorajada, pois tende a restringir o verdadeiro valor do Sacramento na vida espiritual do indivíduo. Por crer que a graça da Absolvição é um dos dons de Cristo para seu povo, a Igreja Católica Liberal oferta este auxílio aos que a desejam, quer seja pelo método auricular ou em seus serviços públicos.

### Mística
Conquanto certos ensinamentos considera que devam permanecer dentro da categoria da revelação, uma vez que eles estão além do alcance e compreensão da pessoa comum, outros são passíveis de comprovação por aqueles que tenham despertado em si mesmos a visão espiritual necessária. A ICL ensina que o homem é um ser essencialmente divino, podendo por isso mesmo chegar a conhecer a Divindade de cuja vida participa.
A ICL acredita que o cerne de toda doutrina religiosa e experiência mística provém de uma fonte única e universal, que não pode ser reclamada como posse exclusiva por nenhuma seita ou credo. Ao mesmo tempo que se declara enfaticamente como uma igreja Cristã, não obstante admite que outras religiões são de inspiração divina e que todas procedem de uma fonte comum, e invoca para tal Santo Agostinho, que declarou: "A mesma coisa que agora chamamos religião Cristã existiu entre os antigos e não deixou de estar presente desde os primórdios da raça humana até a vinda do Cristo em carne, desde cujo momento a verdadeira religião, que já existia, começou a chamar-se Cristã" (Retract I, XIII, 3). O mesmo princípio se encontra na declaração de São Vicente de Lérins: "Afirmemos aquilo em que se tem crido em todas as partes, sempre e por todos: pois isto é verdadeira e corretamente católico". A Igreja Católica Liberal, por conseguinte, não se dedica a qualquer espécie de proselitismo.

### Escrituras
A ICL ensina que as Escrituras não foram uniformemente inspiradas, mas somente em um sentido geral. Considera que elas contêm muita coisa que é de inspiração divina, mas reconhece que outras tantas passagens são de valor duvidoso, devendo o devoto esforçar-se por entendê-las em um sentido alegórico ou simbólico antes do que literal.
Também admite que outras escrituras, de outras tradições e povos, possuem momentos da mais alta inspiração, sendo importantes como elementos de comparação e estudo para um entendimento mais amplo da verdade, que considera única.
Considera as escrituras, os credos e tradições da igreja como os meios válidos de transmissão dos ensinamentos de Cristo, porém não lhes confere qualquer ideia de infalibilidade ou autenticidade absolutas. Ela deduz deles certos princípios de crença e conduta que toma como básicos, verdadeiros e suficientes, embora não completos, como auxiliares para um correto entendimento e correta conduta.

### Reencarnação
Talvez um dos pontos mais distintivos da ICL em relação às outras denominações Cristãs seja a crença na reencarnação, que considera necessária para a consumação da exortação de Cristo: "Sêde perfeitos como vosso Pai no céu é perfeito". Analisando os fatos do mundo e do homem, a ICL não julga possível para a imensa maioria das pessoas atender a esta instância no breve período de uma só existência, no que encontra apoio em diversos outros sistemas de filosofia e crença que toma como dignos de consideração.

### Deus Pai e Mãe
A ICL refuta a visão comum de um Deus de índole masculina, pois crê que a unidade indivisível da Divindade abarca ambas as polaridades evidentes na manifestação do mundo. Desta forma presta uma reverência especial à Virgem Maria, como representação da maternidade de Deus.

### Liberdade de pensamento
Na maioria das igrejas Cristãs a afiliação baseia-se na aceitação de uma crença comum e em muitos casos dogmática. Muitas vezes observa-se grande discrepância entre a crença real de um indivíduo e a conduta oficial que lhe é requerida. Esta inconsistência conduz a uma incredulidade reprimida ou dissimulada, e tende a impedir o livre exercício da razão, e concede assim a seus membros plena liberdade para interpretação dos credos, escrituras e tradição, da Liturgia e da Doutrina.

### Inferno
Igualmente importante é a negação da existência de qualquer tipo de condenação ou inferno eternos, considerando mais cabível a noção de que o indivíduo deve sim expiar seus maus atos, seja nesta vida ou em outras futuras, mas sem que isso implique privação da graça divina por um período infinito, sejam quais forem a quantidade ou gravidade de suas transgressões.

## Liturgia
A ICL usa uma liturgia revisada no idioma vernáculo; se conservam com escrupuloso cuidado os traços essenciais das formas sacramentais, e a nota predominante é de uma alegre e devota aspiração em direção ao divino. Procurou-se excluir a declaração de sentimentos que possam não encontrar manifestação sincera ou que não possam razoavelmente ser levados à prática.
Menções ao temor a Deus e sua ira; invectivas contra os pagãos; atitudes de adulação servil ou rebaixamento abjeto; súplicas por misericórdia, tentativas de barganhar com Deus e alusões à condenação eterna, junto com outras cruéis reminiscências do passado, tudo isto foi eliminado como contrário à ideia de um Criador amoroso e de um homem criado por Ele à sua própria imagem. As verdades essenciais da religião são imutáveis, mas sua apresentação pode e deve variar à medida que a humanidade avança em direção à iluminação mais completa. Expressões formais que eram adequadas para comunidades rurais da Ásia Menor nos primeiros séculos da era Cristã ou para a mentalidade medieval não podem espelhar os sentimentos de adoração contemporâneos.

### Cura
A ICL presta uma atenção especial ao ministério da cura, e tem no alento revivificante do Espírito Santo, na graça da absolvição e nos sacramentos da Unção e a Eucaristia, meios de graça que vitalizam e complementam os métodos de cura tradicionais.

### Arte
A ICL considera a arte como uma atividade criadora do Espírito Santo, e por isso um fator poderoso para o aperfeiçoamento moral e espiritual do homem. A Igreja Católica Liberal crê que o adestramento e refinamento das emoções e das percepções intuitivas por influência da arte são tão necessárias como o é o desenvolvimento da mente pela ciência e filosofia. A expressão da beleza em atos de culto é sumamente valiosa em nossa era tecnológica e utilitária. O ritmo do cerimonial, a cor e a forma das vestimentas, o poder enaltecedor da música, a harmonia da arquitetura dos templos e a inspiradora simplicidade de seu mobiliário são instrumentos valiosos na liturgia.

## Clero
O clero da ICL não reivindica poder temporal ou espiritual sobre quem quer que adira a seu rito, e não reclama autoridade alguma sobre a consciência individual, mas enfatiza sua função como ministros dos sacramentos divinos, como servidores dos mistérios de Deus, e como auxiliares de todas as pessoas em suas variadas dificuldades.
A Igreja Católica Liberal não proíbe nem exige o matrimônio para seus sacerdotes, mas espera que qualquer que seja a opção individual esta seja conduzida com respeito para consigo mesmo e para com os demais irmãos. A Igreja Católica Liberal não recusa o matrimônio à pessoas divorciadas.
O clero da Igreja Católica Liberal não recebe pagamento e geralmente conserva suas funções seculares como meio de subsistência enquanto se dedica ao serviço da igreja.

### Política
A ICL, enquanto instituição, se mantém completamente à parte de envolvimentos com a política ou movimentos sociais, embora permita a seus membros participação em qualquer movimento, partido ou causa.

## O governo da ICL
A Igreja Católica Liberal está disseminada por muitos países, e sua administração geral está a cargo do Sínodo Episcopal Geral, que acontece a cada cinco anos. O Sínodo também elege a autoridade máxima da ICL, o Arcebispo-Presidente, escolhido como princeps inter pares. Entre os Sínodos Gerais atuam como instâncias intermediárias um Comitê Interino e um Comitê Judiciário, compostos por bispos. Cada país ou região é regido por um Arcebispo, auxiliado por bispos diocesanos ou bispos auxiliares, que superintendem a atividade dos sacerdotes comuns e das paróquias

## O santo padroeiro

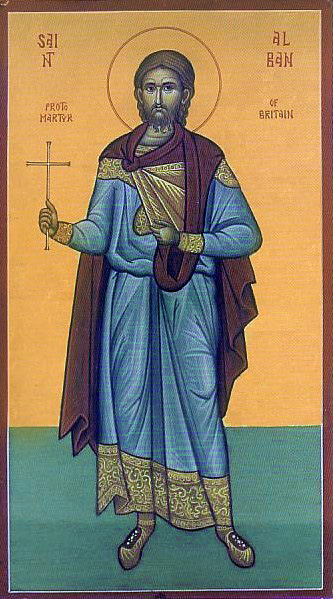
Ícone de Santo Albano, o padroeiro da ICL

O padroeiro da ICL é Santo Albano, mártir, comemorado em 22 de junho. Albano foi o primeiro mártir Cristão das Ilhas Britânicas, morto possivelmente em 304 durante as perseguições de Diocleciano. Alguns estudiosos, porém, datam sua morte em 209. A tradição conta que ele era um pagão da antiga Verulâmio que, durante as perseguições religiosas, ocultou em sua casa um sacerdote Cristão. Vendo que ele dia e noite permanecia em oração, sentiu-se tocado pela graça divina. Então Albano passou a indagar mais e mais do sacerdote sobre a fé Cristã, transformando-se a ponto de se converter, e desejando imitar a piedade e fé do seu amigo. Correndo rumores pela cidade sobre o sacerdote oculto em casa de Albano, as autoridades enviam soldados para o buscar e prender. Vendo que se aproximavam, Albano tomou as vestes do sacerdote e assumiu seu lugar, sendo aprisionado e levado para diante do governador. Quando sua verdadeira identidade foi descoberta, enfurecendo o governador, que lhe ordenou adorar os ídolos pagãos, sob ameaça de tortura. Isso no entanto não atemorizou Albano, que se recusou a sacrificar aos antigos deuses e afirmou sua fé no Cristianismo. Foi submetido às torturas prometidas, e quando perceberam que não surtiam o efeito desejado, foi condenado à decapitação. A caminho do suplício, entre uma multidão que o viera homenagear, não pôde prosseguir dada a quantidade de povo que se reunira. Desejando cumprir seu destino, desviou-se para o rio que corria próximo, e orando a Deus abriu-se um caminho seco entre as águas, através do qual pôde seguir em frente. Os cronistas Gildas e Beda dizem que este vão seco permaneceu aberto para que por ele passassem milhares de pessoas. Assim acompanhado pela multidão, subiu a colina designada como local do suplício e chegando ao topo, sentiu sede e pediu por água. Nesse momento jorra uma fonte do chão, fazendo com que o carrasco, impressionado, se recusasse a cumprir a sentença, ofererendo-se para tomar seu lugar ou para compartilhar com ele do mesmo destino. Albano foi então decapitado, junto com o carrasco e o sacerdote que fora oculto pelo santo. Segundo Beda o governador ficou tão comovido com os acontecimentos e os milagres que decretou a cessação das perseguições. Sobre a colina foi erguido um santuário, substituído depois pelo grande convento beneditino de Santo Albano, ainda hoje existente.
As razões para a eleição de Santo Albano como padroeiro da ICL nasceram da veneração prestada a ele pela Igreja Vétero-Católica, e pela declaração da Igreja Católica Romana de seu papel de defensor do Cristianismo contra a heresia ariana, mas também na crença de que este personagem reencarnou sucessivamente na Europa nas personalidades de Proclo, Roger Bacon, Christian Rosenkreuz, Francis Bacon e o Conde de Saint-Germain. Segundo o Reverendo Herbrand Williams,

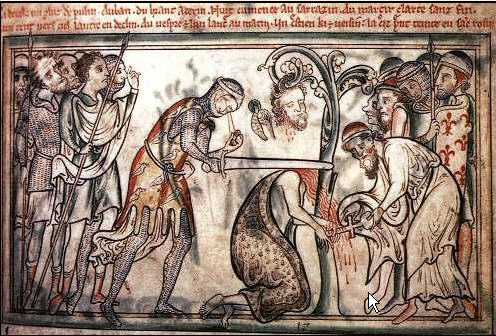
O martírio de Santo Albano, em manuscrito do século XIII

"Nosso Mestre Santo Albano na verdade é um Líder esplêndido para ser seguido, um Ideal magnífico para tentarmos alcançar. Os que estudaram o lado oculto da história européia nos contaram algo de Seu trabalho de construção da cultura ocidental; e foi grande em todas as muitas funções que Ele desempenhou. Como um grande Santo, um grande Filósofo, um grande Estadista, um grande Cientista, Instrutor e Hierofante dos Mistérios Divinos, um grande Poeta e grande Soldado – tudo isso o Mestre tem sido durante Suas muitas vidas na Europa, e Ele representa a complexidade do Sétimo Raio do qual Ele é o Chefe, sua universalidade e transcendência, sua síntese de arte e ciência, de devoção religiosa e habilidade de governar. Ele próprio é a encarnação do cavalheirismo, da régia cortesia, do esplendor e da magnificência; e Ele espera dos que O seguem que também sejam esplêndidos, que tenham uma visão ampla e corações bondosos, sejam refinados e corteses, e ainda assim plenos de poder e virilidade, que sejam conhecedores e contudo humildes neste conhecimento, que amem profunda e ternamente mas ainda assim sem pensar em si mesmos. Ser régios contudo humildes é um nobilíssimo Ideal, e é um Ideal de que o Mestre é um exemplo vivo".

## Sucessão
A Sucessão Apostólica na ICL deriva da Igreja Velho Católica da Holanda, também chamada de "Jansenista". Uma tentativa de impor um sucessor estrangeiro para Peter Codde, deposto em 1704, deixou clara para a Igreja da Holanda a necessidade de divergir de Roma, cuja interferência consideraram ilegítima, e desde então a igreja manteve sua posição de independência. Mais tarde um de seus membros foi elevado ao episcopado pelo Bispo Varlet.
Este fora consagrado em Paris em 1719 pelo Bispo de Matignon, que por seu turno fora consagrado em 1693 pelo famoso Jacques Bossuet, a "Águia de Meaux". Bossuet recebeu sua consagração através do arcebispo Le Tellier, filho do grande chanceler da França, e do cardeal Antonio Barberini, sobrinho do Papa Urbano VIII. A consagração do Bispo Varlet foi, obviamente, válida, e, em conseqüência, as ordens da assim chamada Igreja Jansenista Holandesa são em toda parte reconhecidas. Varlet foi consagrado como Bispo de Ascalon in partibus infidelium e coadjutor para o Bispo de Babylon, a quem sucedeu na mesma tarde de sua consagração. Posteriormente Varlet consagrou quatro arcebispos para a Igreja Holandesa, sendo que os três primeiros desapareceram sem transmitirem o episcopado, mas o último, Petrus Joahanes Meindaarts, pôde manter ininterrupta a linhagem episcopal.

### Linhagem Episcopal  (o símbolo † indica o ano de consagração)
1. Dominicus Marie Varlet. †  1719. Bispo de Babylon.
2. Petrus Joahanes Meindaarts. †  1739. Arcebispo de Utrecht.
3. Johanes van Stiphout. † 1745. Bispo de Haarlem.
4. Gualterius Michael van Nieuwenheuizen. †  1768. Arcebispo de Utrecht.
5. Johannes Broekman. †  1778. Bispo de Haarlem.
6. Johannnes Jacobus van Rhijn. †  1797. Arcebispo de Utrecht.
7. Gijsbertus Cornelius de Jong. †  1805. Bispo de Deventer.
8. Willibrordus van Os. †  1814. Acebispo de Utrecht.
9. Johannnes Bon. †  1819. Bispo de Haarlem.
10. Johannes van Santen. †  1825. Arcebispo de Utrecht.
11. Hermanus Heijkamp. †  1853. Bispo de Deventer.
12. Casparus Johannes Rinkel. †  1873. Bispo de Haarlem.
13. Gerardus Gul. †  1892. Arcebispo de Utrecht.
14. Arnold Harris Mathew. †  1908. Bispo para a Grã-Bretanha e Irlanda.
15. Frederick Samuel Willoughby. †  1914. Bispo para a Grã-Bretanha e Irlanda.
16. Rupert Gauntlet. †  1915. Bispo para a Grã-Bretanha e Irlanda.
17. Robert King. †  1915. Bispo para a Grã-Bretanha e Irlanda.
18. James Ingall Wedgwood. †  1916. Bispo Comissionário para regiões da Europa.
19. Charles Webster Leadbeater. †  1916.

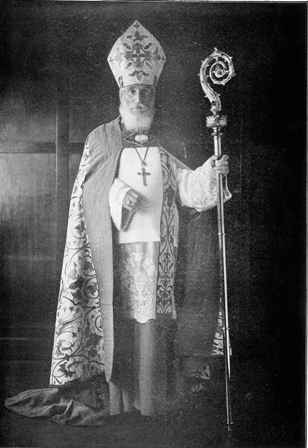
Charles Webster Leadbeater como bispo da ICL, 1925

As sucessões que tiveram, ou têm, relação direta com a Província Eclesiástica do Brasil estão enumeradas a seguir:
- 20. (21.) Irving Steigler Cooper. Nasceu em 16 de março de 1882. Foi consagrado pelo Bispo James Ingall Wedgwood em 13 de Julho de 1919, em Sydney – Austrália, assistido pelos Bispos Charles Webster Leadbeater e Julian Adriaan Mazel como Bispo Regionário da Província dos Estados Unidos da América, onde foi o primeiro Bispo Regionário desta Província. Morreu em 17 de Janeiro de 1935.

ALEIXO ALVES DE SOUZA. Primeiro Padre Brasileiro e que introduziu a Igreja no Brasil a partir de sua ordenação em 1926 na Holanda. Morreu em 1970.
- 21. (34.) Charles Hampton. Nasceu em 23 de dezembro de 1886. Foi consagrado pelo Bispo Irving Steigler Cooper em 13 de setembro de 1931, em Los Angeles – EUA, assistido pelos Bispos George Sydney Arundale e Ray Wardall como Bispo Auxiliar da Província dos Estados Unidos da América e Indicado como Bispo Regionário – o segundo, da mesma Província em 1935. Morreu em 7 de abril de 1958.
- 22. (44.) John Theodore Eklund. Nasceu em 9 de novembro de 1875. Foi consagrado pelo Bispo anterior em 2 de Julho de 1939, em Los Angeles – EUA, assistido pelos Bispos Ray Marshall Wardall e Buenaventura Jimenez como Bispo Auxiliar da Província dos Estados Unidos da América e Indicado como Bispo Regionário – o terceiro, da mesma Província em 1943. Morreu em 13 de outubro de 1948.
- 23. (51.) Newton Arnold Dahl. Nasceu em 20 de janeiro de 1894. Foi consagrado pelo Bispo anterior em 8 de Junho de 1947, em Minneapolis – EUA, assistido pelos Bispos Buenaventura Jimenez e Ernest Whitfield Jackson como Bispo Auxiliar da Província dos Estados Unidos da América e Indicado como Bispo Regionário – o quarto, da mesma Província em 1949. Morreu em 14 de novembro de 1977.
- 24. (85.) Gerrit Munnik. Nasceu em 10 de fevereiro de 1906. Consagrado pelo Bispo acima em 20 de Março de 1971, em Ojai – Californi – EUA, assistido pelos Bispos Walter James Zollinger, William Henderson Pitkin e Sten Herman Philip von Krusenstierna como Bispo Auxiliar da Província dos Estados Unidos da América e Indicado como Bispo Regionário, da mesma Província em 22 de março de 1974. Indicado como Bispo Comissário da Diocese do Brasil em 6 de dezembro de 1981, reindicado em 10 de fevereiro de 1985. Morreu em 12 de agosto de 1992.
- 25. (105.) Lawrence J. Smith. Nasceu em 9 de maio de 1924. Foi consagrado pelo Bispo anterior em 17 de julho de 1982, em Chicago – EUA, assistido pelos Bispos Raja Watson, Victor Neuman, Robert McGinnis e Maurice Warnon como Bispo Auxiliar da Província dos Estados Unidos da América e Eleito para Bispo Regionário, da mesma Província, de 10 de fevereiro de 1985 a 9 de maio de 1999.

Até essa época a Província do Brasil esteve sob a orientação de Bispos Comissários, de outras províncias, designados para esse fim.
- 26. (110.) René Ventura Salles. Nasceu em 18 de abril de 1913. Foi consagrado pelo Bispo Gerrit Munnik, em 12 de agosto de 1984, em Itapecerica da Serra, estado de São Paulo, Brasil, como Bispo Diocesano da Província do Brasil, o primeiro da Província. Morreu em 23 de dezembro de 1991.
- 27. (117.)José Cacais Gonçalves. Nasceu em 23 de setembro de 1920. Foi consagrado pelo Bispo Lawrence J. Smith, em 27 de novembro de 1988, em Itapecerica da Serra, estado de São Paulo, Brasil, como Bispo Auxiliar para o Brasil e foi indicado como Bispo Regionário – o segundo, da mesma Província, em 20 de outubro de 1991. Morreu em 19 de agosto de 1999.
- 28. (112.) Miguel Angel Batet. Nasceu em 6 de agosto de 1946. Foi consagrado pelo Bispo Gerrit Munnik em 19 de agosto de 1984, em Rosário – Argentina, assistido pelo Bispo Ernesto José Garcia Fanlo, como Bispo Auxiliar da Província da Argentina e indicado como Bispo Regionário, da mesma Província, e Bispo Comissário para a Espanha e Brasil (2003 a 2015).
- 29. (149.) Ricardo Lindemann. Nasce em 14 de Julho de 1959. Foi consagrado Bispo pelo Monsenhor Miguel Angel Batet e Monsenhor Arnoldo Salzman em 30 de novembro de 2008, na cidade Itapecerica da Serra, estado de São Paulo, Brasil, e indicado como Bispo Auxiliar desta Província.
- 30. (150.) Marcelo Pereira Rezende da Silva. Nasceu em 26 de setembro de 1961. Foi consagrado Bispo pelo Monsenhor Miguel Angel Batet e Monsenhor Arnoldo Salzman em 30 de novembro de 2008, na cidade Itapecerica da Serra, estado de São Paulo, Brasil, e indicado como Bispo Auxiliar desta Província e Eleito em 2 de agosto de 2015 como Arcebispo, o terceiro da mesma Província.